# چارلی: زندگی و هنر چارلز چاپلین
چارلی: زندگی و هنر چارلز چاپلین (انگلیسی: Charlie: The Life and Art of Charles Chaplin) فیلمی در ژانر زندگینامه‌ای و مستند محصول سال ۲۰۰۳ به کارگردانی و نویسندگی منتقد فیلم ریچارد شیکل است.
این فیلم به زندگی شخصی و حرفه‌ای و میراث و تأثیر بازیگر، کمدین و فیلمساز بریتانیایی چارلی چاپلین می‌پردازد. سیدنی پولاک در این مستند با بسیاری از شخصیت‌های هالیوودی همچون رابرت داونی جونیور، نورمن لوید ،بیل اروین (بازیگر، زاده ۱۹۵۰) ،وودی آلن ،جانی دپ ،ریچارد اتنبرا ،مارتین اسکورسیزی ،میلوش فورمن ،مارسل مارسو ،دیوید راکسین ،کلیر بلوم ،دیوید تامسون (منتقد فیلم) ،اندرو ساریس ،ژینین بایینگر و فرزندان چاپلین جرالدین، مایکل و سیدنی مصاحبه می‌کند.

## بازیگران
- چارلی چاپلین
- نورمن لوید
- سیدنی چاپلین
- مارسل مارسو
- ریچارد اتنبرا
- وودی آلن
- جانی دپ
- رابرت داونی جونیور
- میلوش فورمن
- مارتین اسکورسیزی
- سیدنی پولاک
- مایکل چاپلین
- دیوید راکسین
- بیل اروین
- وینستون چرچیل